# 7292 Prosperin
7292 Prosperin este un asteroid din centura principală de asteroizi.

## Descriere
7292 Prosperin este un asteroid din centura principală de asteroizi. A fost descoperit pe 1 martie 1992 la Observatorul La Silla în cadrul programului UESAC. Asteroidul prezintă o orbită caracterizată de o semiaxă mare de 2,39 ua, o excentricitate de 0,11 și o înclinație de 7,6° în raport cu ecliptica.